# Anolis alvarezdeltoroi
El abaniquillo chiapaneco (Anolis alvarezdeltoroi) es una especie de iguanios de la familia Dactyloidae.

## Distribución geográfica
Es endémica de Chiapas (México).

## Estado de conservación
Se encuentra ligeramente amenazada por la pérdida de su hábitat natural.